# Oxypoda opaca
Oxypoda (Oxypoda) opaca – gatunek chrząszcza z rodziny kusakowatych i podrodziny Aleocharinae.

## Taksonomia
Gatunek ten opisany został w 1802 roku przez Johanna Ludwiga Christiana Gravenhorsta.

## Opis
Kusak o ciele długości od 3,5 do 4,5 mm, ubarwiony ciemnokasztanowo z jaśniejszymi bocznymi brzegami przedplecza i tylnymi krawędziami tergitów, a odnóżami i nasadami czułków brązowożółtymi. Przeważnie spotyka się osobniki jaśniejsze, ale cecha ta jest bardzo zmienna. Przedplecze zwykle jaśniejsze od głowy; w stosunku do pokryw węższe. Przeciętnie mniejszy, mniej tęgi, nieco słabiej lśniący i słabiej punktowany niż O. ignorata.

## Występowanie
Owad eurytopowy. Zamieszkuje niziny, pogórza i niższe położenia górskie. Bytuje wśród rozkładającej się materii organicznej.
Chrząszcz palearktyczny i nearktyczny. Występuje w całej Europie, aż po północne krańce. W Europie Środkowej pospolity. W Polsce prawdopodobnie obecny na terenie całego kraju. W Finlandii znajdywany głównie na południu kraju. Podawany także z Szetlandów, Austrii, Rosji, Turcji i Afryki Północnej. W Iranie notowany z ostanów: Mazandaran, Chorasan-e Razawi i Semnan. W krainie nearktycznej znany ze wschodu Ameryki Północnej, w tym stanu Nowy Jork, Nowego Brunszwika, Ontario i Nowej Szkocji.